# MF 88 sorozat
Az MF 88 sorozat a Párizsi metró egyik acélkerekű metrószerelvény-sorozata. Az Alstom, az ANF Industrie, a Faiveley Transport, és a Renault gyártotta 1990 és 1992 között. Összesen 9 háromkocsis szerelvény készült, melyek a párizsi metró 7bis vonalán közlekednek.

## Története
Az MF 88 a párizsi Métro-rendszerben használt elektromos motorvonatok acélkerekes változata. Az RATP egy gyártókból álló konzorciummal kötött szerződést, a projektért az Ateliers du Nord de la France (ma Bombardier Transportation) felelt. Az MF 77-ből származó "BOA" nevű prototípus szerelvény sikeres tesztelését követően építették meg, amely olyan új funkciókat tesztelt, mint a kocsik közötti összekötő folyosók az utasok jobb elosztása érdekében, valamint a Métro-hálózatban előforduló éles ívek okozta súrlódás csökkentésére szolgáló speciális forgóvázak.
A BOA jellemzőit továbbfejlesztve összesen kilenc MF 88-as szerelvényt építettek, amelyek jelenleg a 7bis vonalon közlekednek háromkocsis összeállításban. A szerelvények nagymértékű kopása és elhasználódása miatt a karbantartás a vártnál jóval költségesebbé vált. Ennek oka az alváz konstrukciós hibája, egy tengelye van, ami nagyon szokatlan. Felvetődött, hogy valószínűleg tartalék MF 67-esek váltják fel őket, amelyeket viszont az MF 2000-esek váltottak fel. Ezt a tervet azonban elvetették, és nem világos, hogy a vonatok életközépi felújítására sor kerül-e majd.